# 朱庭桂
朱庭桂（？—？），广西桂林人，清朝政治人物。举人出身。
道光十年署，擔任廣東廣州府永安縣知縣（現紫金縣知縣）。后由胡有基接任。